# مارين دوريكا
مارين دوريكا مواليد 17 سبتمبر 1991 في رييكا، كرواتيا، هو لاعب كرة يد كرواتي يلعب كحارس مرمى. مثل منتخب كرواتيا لكرة اليد. يلعب حاليا في الدوري الكرواتي لكرة اليد.